# Xanthopan morgani
Xanthopan morgani – gatunek motyla nocnego z rodziny zawisakowatych, występujący w południowo-wschodniej Afryce (Zimbabwe, Malawi) i na Madagaskarze. Należy do monotypowego rodzaju Xanthopan. Niewiele wiadomo o biologii tego dużego owada, poza tym, że imagines odżywiają się nektarem storczyków Angraecum sesquipedale, a gąsienice prawdopodobnie żywią się liśćmi Uvaria. Został opisany przez Francisa Walkera w 1856 jako Macrosila morgani.
W styczniu 1862 badający zjawisko owadopylności u storczyków, Charles Darwin otrzymał od Jamesa Batemana przesyłkę zawierającą zbiór okazów storczyków, wśród których były okazałe kwiaty Angraecum sesquipedale z Madagaskaru. W kolejnym liście od syna Jamesa, Roberta Batemana, znajdowała się lista nazw przesłanych roślin. W tym samym miesiącu Darwin pisał do Josepha Hookera: „Właśnie otrzymałem przesyłkę od p. Batemana z zaskakującą Angræcum sesquipedalia mającą nektarium długie na stopę – Dobry Boże, cóż za owad może z niego ssać [?]”. Ostroga tego gatunku osiąga 20–35 cm długości; epitet gatunkowy „sesquipedale” oznacza „półtorej stopy”.
Na podstawie swoich obserwacji i doświadczeń, Darwin w swojej książce z 1862 Fertilisation of Orchids wysunął przypuszczenie, że musi istnieć nieodkryty jeszcze gatunek ćmy, którego trąbka może sięgnąć do dna ostrogi. Przy pobieraniu nektaru głowa ćmy zbierałaby pyłek i przenosiła na kolejny kwiat.
W 1903 Walter Rothschild i Karl Jordan opisali podgatunek Xanthopan morgani, posiadający szczególnie długą trąbkę ssącą (30 cm), zdolną sięgnąć do nektaru storczyka. Nazwano go Xanthopan morganii praedicta, by wskazać fakt, że jego istnienie zostało przewidziane.